# Бебко, Василий Степанович
Василий Степанович Бебко (26 апреля 1932 — 20 февраля 2022) — советский и российский дипломат. Чрезвычайный и полномочный посол (1987).

## Биография
Окончил МИИТ (1960), Полтавский педагогический институт (1965), Академию общественных наук при ЦК КПСС (1968) и Дипломатическую академию МИД СССР (1980). Кандидат экономических наук (1968).
- В 1951—1955 годах — служба в Советской Армии.
- В 1960—1962 годах — работа на железнодорожном транспорте.
- В 1962—1978 годах — на партийной работе.
- В 1980 году — эксперт Первого африканского отдела МИД СССР.
- В 1980—1985 годах — советник-посланник Посольства СССР в Ливии.
- В 1985—1987 годах — эксперт Первого африканского отдела МИД СССР.
- С 3 сентября 1987 года по 2 ноября 1992 года — чрезвычайный и полномочный посол СССР, затем (с 1991) Российской Федерации в Либерии[1][2]. Отозван в 1990 году в связи с гражданской войной в стране.
- В 1990—1992 годах — главный советник Управления стран Африки МИД СССР/РФ.
- В 1992—1997 годах — работа в коммерческих фирмах.
- В 1997—1999 годах — работа в телекомпании ТВЦ.
- В 1999—2003 годах — заместитель председателя Совета ветеранов МИД России.
- С 2003 года — первый заместитель председателя Совета ветеранов МИД России.

Скончался 20 февраля 2022 года от последствий коронавирусной инфекции.

## Награды и почётные звания
- Орден Трудового Красного Знамени (1987).
- Орден «Знак Почёта» (1976).
- Почётная грамота Президиума Верховного Совета РСФСР (1982).
- Почётный работник Министерства иностранных дел Российской Федерации (2007).

## Семья
Был женат, имел две дочери и внучку.